# Джордж Сартон
Джордж Сартон (англ. George Sarton, ім'я під час народження Жорж Альфред Леон Сартен, фр. George Alfred Léon Sarton; нар. 31 серпня 1884, Ґент, Бельгія — пом. 22 березня 1956 Бостон, США) — американський хімік і історик науки бельгійського походження. Його вважають засновником історії науки як дисципліни.

## Життєпис

### Юність і освіта
Народився в бельгійському місті Ґент, у Східній Фландрії, й був єдиною дитиною в сім'ї. Батько, Альфред Сартен, працював директором і головним інженером Бельгійської державної залізниці. Мати, Леоні Ван Гальме, померла, коли Жоржеві не було й року. Жорж ріс у достатку й розніженості — слуги деколи навіть приймали замість нього ліки, якщо ті погано смакували.
Навчався в початковій і середній школі Athénée в рідному місті, потім чотири роки навчався в містечку Шіме (провінція Ено). 1902 року вступив до Ґентського університет на факультет філософії. Там одним із викладачів був Жозеф Біде (фр. Joseph Bidez) — відомий мовознавець і дослідник пізньої античності, однак Сартенові був не до вподоби традиційний виклад гуманітарних наук і він покинув навчання. 1904 року, після року самостійного читання та навчання, вступає до того самого університету на природничий факультет. Вивчав хімію, кристалографію й математику.

### Початок наукової діяльності
Нагороджений у Ґентському університеті золотою медаллю за успіхи у вивченні хімії. 1911 року отримав ступінь доктора наук за роботу з небесної механіки «Принципи механіки Ньютона». 22 червня того ж року одружився з валлійкою Елеанор Мейбел Ельвз. Подружжя оселилось в містечку Вондельґем біля Ґента, де придбало собі будинок.
1912 року народилася донька Елеанор Марі (пізніше її називали просто Мей), а Сартен заснував науковий часопис Isis — перший у світі журнал про історію науки, редактором якого він залишався впродовж 40 років. До редакційної колегії журналу погодилися ввійти такі знамениті вчені як Анрі Пуанкаре, Сванте Август Арреніус, Еміль Дюркгайм, Вільгельм Оствальд і Жак Леб. Перше число вийшло в березні 1913 року й відразу привернуло увагу дослідників у багатьох країнах.

### Війна та еміграція
Відразу після початку Першої світової війни німецькі війська зайняли Бельгію, а в будинок Сартонів розквартирували 26 німецьких офіцерів. Така обстановка майже унеможливила наукову роботу й сім'я вирішила виїхати з країни.

## Праці
Автор 15 книг і понад 300 статей. Найвідоміша праця — «Вступ до історії науки» (Introduction to the History of Science; 3 томи у п'яти книгах, 4236 сторінок), в якій Сартон зробив огляд і аналіз наукових і культурних досягнень цивілізацій від античності до XIV сторіччя.
Добре володів французькою, англійською, німецькою, італійською, нідерландською, фламандською, іспанською, шведською, данською та турецькою мовами. Менш досконало знав грецьку, латинську, португальську, гебрейську, арабську та китайську.

## Відзнаки та вшанування пам'яті
На честь науковця названо медаль Джорджа Сартона — найпрестижнішу нагороду американського Товариства історії науки, першим лауреатом якої він і став у 1955 році.
На вшанування пам'яті про науковця кратер Сартон на зворотному боці Місяця носить його ім'я.